# Bojedarivka
Bojedarivka (în ucraineană Божедарівка; până în 2016, Șciorsk) este o așezare de tip urban din raionul Krînîcikî, regiunea Dnipropetrovsk, Ucraina. În afara localității principale, mai cuprinde și satele Liudmîlivka, Nadia, Oleksiivka, Potokî, Skeliuvatka, Trudove, Vesele și Vilne.

## Demografie
Componența lingvistică a așezării de tip urban Bojedarivka
     Ucraineană (93,77%)
     Rusă (4,91%)
     Alte limbi (0,85%)
Conform recensământului din 2001, majoritatea populației așezării de tip urban Bojedarivka era vorbitoare de ucraineană (93,77%), existând în minoritate și vorbitori de rusă (4,91%).